# Mojave (pustynia)

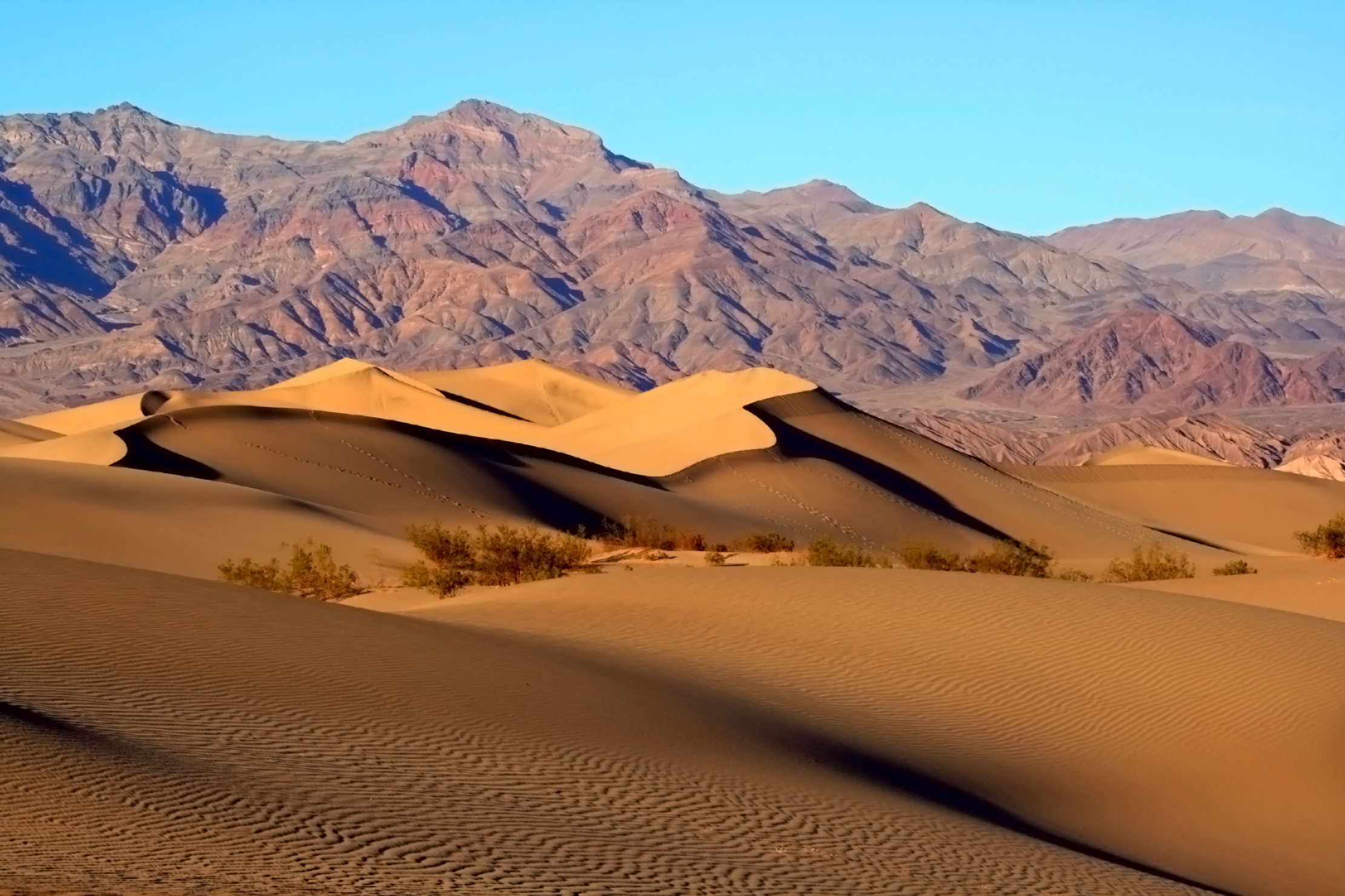
Wydmy w Dolinie Śmierci

Pustynia Mojave na mapie Ameryki Północnej

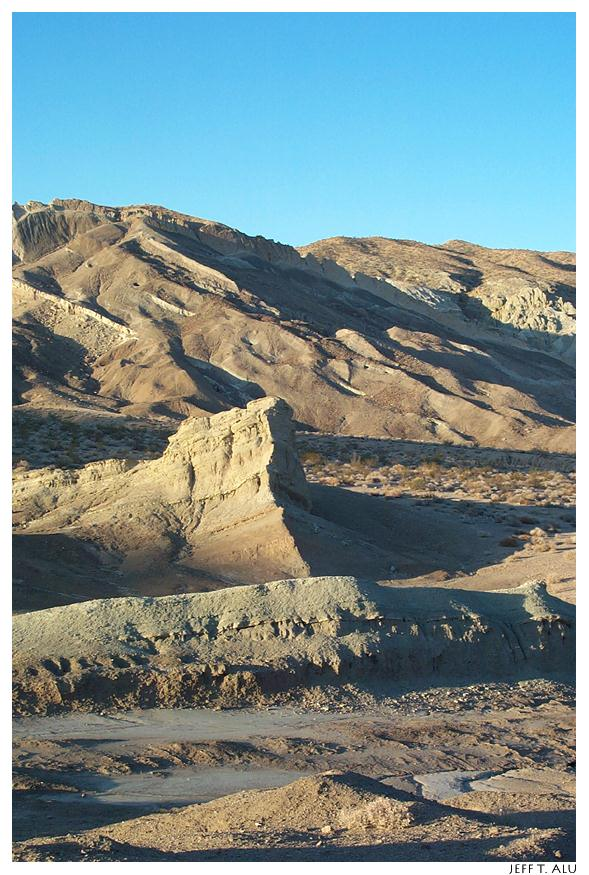
Pustynia Mojave

Mojave (Mohave) – pustynia w Stanach Zjednoczonych, położona w większości we wschodniej części stanu Kalifornia, a także w stanach Utah, Nevada i Arizona, w południowej części Wielkiej Kotliny. Jest piaszczysto-żwirowa. Zajmuje powierzchnię około 65 000 km². Opad roczny wynosi 45–130 mm. Nazwana na cześć Mohave – rdzennego plemienia, które ją zamieszkiwało. Zachodnią granicę stanowią Tehachapi Mountains, południowo-zachodnią góry San Gabriel i San Bernardino, a także uskok San Andreas i uskok Garlock. Na północy granicę stanowi Wielka Kotlina, a na południu pustynia Sonora. Północno-wschodnie granice są nieregularne – czasem w tej roli występuje zasięg populacji drzewa Jozuego. Liczba gatunków roślin szacowana jest od 1750 do 2000. Znajduje się tutaj Rezerwat Narodowy Mojave, Park Narodowy Joshua Tree i Park Narodowy Doliny Śmierci.

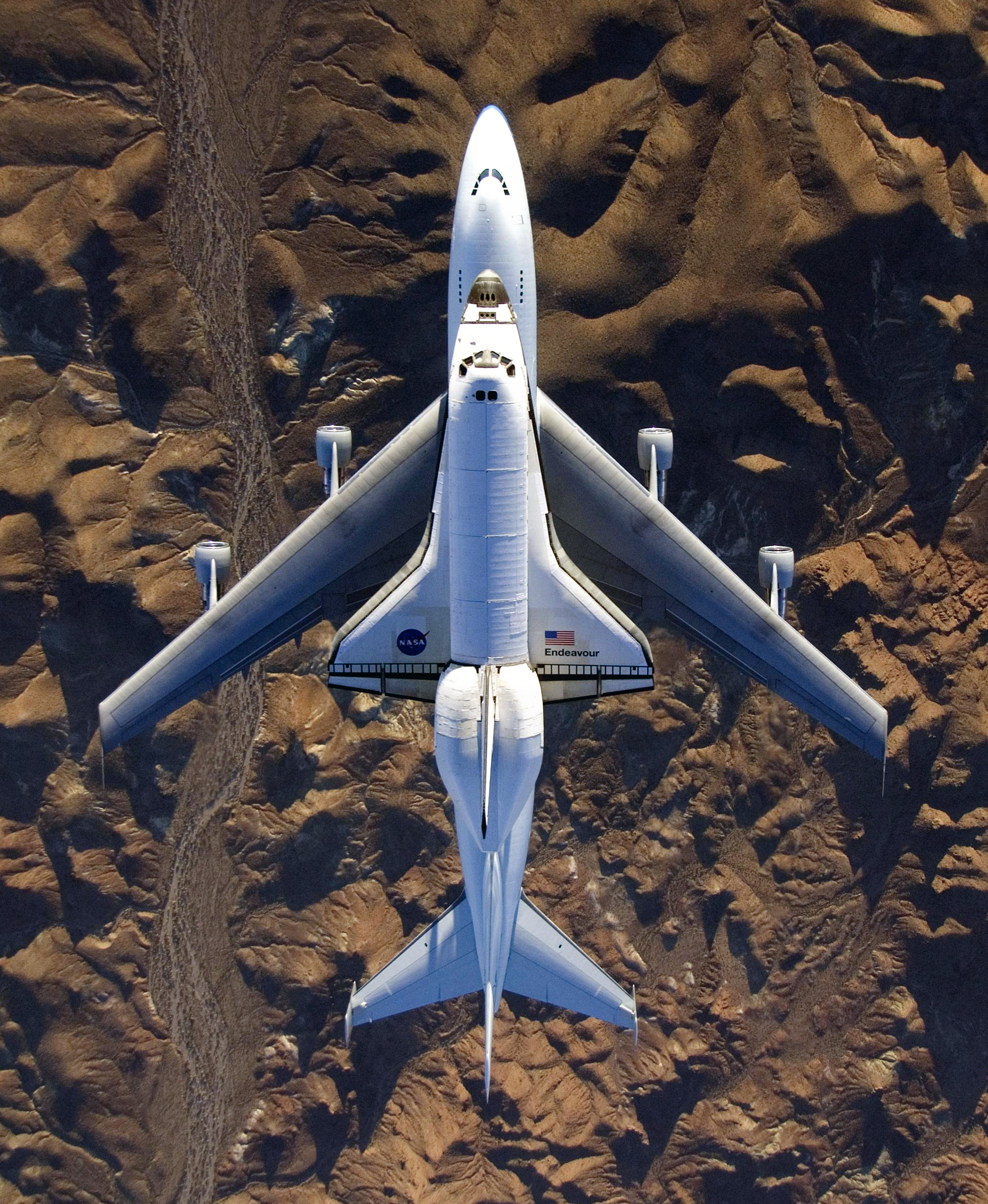
Należący do NASA zmodyfikowany Boeing 747, tzw. nosiciel wahadłowców, przelatujący nad pustynią Mojave w drodze powrotnej do Centrum Kosmicznego imienia Johna F. Kennedy’ego na Florydzie przewożący na grzbiecie prom kosmiczny Endeavour, który zakończył misję STS-126

Na pustyni Mojave kręcono wiele filmów, np. Inferno: Piekielna walka.

## Klimat
Wieloletnia średnia roczna suma opadów wynosi przykładowo ok. 60 mm w Dolinie Śmierci i ok. 200 mm w Searchlight. W górach opady są większe, np. do 600 mm w Mountain Pass (1440 m n.p.m.). Temperatura w Dolinie Śmierci latem osiąga 50 °C. Śnieg (choć to niezwykłe na pustyni) można spotkać na wysokości ok. 2400 m n.p.m. Np. ośnieżony jest szczyt Telescope Peak (3392 m) i Góra Clark na północ od autostrady międzystanowej nr 15. Najniższa udokumentowana temperatura wynosiła −18 °C. Zimą od ok. −7 do ok. −1 °C). Latem średnio 38 °C.

## Miejscowości
Na Mojave znajduje się wiele miast opuszczonych, m.in. Calico, będące niegdyś ośrodkiem przemysłu wydobywczego srebra i Kelso w Rezerwacie Mojave, którego atrakcją jest niemal nietknięta stacja kolejowa.
Znajdują się tu także większe miasta, np. Las Vegas. Wymienić też należy:
- Lancaster
- Henderson
- North Las Vegas
- Laughlin
- Victorville
- Barstow
- Ridgecrest
- Twentynine Palms
- Needles
- Hurricane
- St. George
- Santa Clara
- Washington

## Fauna i flora
- kaktus
- palmy

### Zwierzęta
- puma płowa
- kojot preriowy
- grzechotnik
- tarantula
- skorpion
- daniel
- lis długouchy

### Roślinność
- Drzewo Jozuego